# Armorial Le Breton
L'armorial Le Breton est le plus ancien armorial figuré conservé en France.  Il porte le nom d'un de ses propriétaires, Hector Le Breton, sieur de la Doinneterie, héraut Montjoie et roi d'armes de France sous le règne de Henri IV et Louis XIII.

## Historique
L'armorial a été constitué en plusieurs fois, par la réunion d'éléments datant pour l'essentiel des XIIIe et XVe siècles. Ses auteurs ne sont pas connus.
Il a été la propriété d'Hector de Flavy au milieu du XVe siècle, d'Anne Malet de Graville (fille de l'amiral) au XVIe siècle, du héraut Hector Le Breton, qui le fait relier à ses nom et armes au début du XVIIe siècle, et de Henry Chandon de Brailles au XIXe siècle.
Acquis par les Archives nationales en décembre 2003, il y est conservé sous la double cote MM684/L et AE/I/25/6.

## Description
Ses 74 pages en parchemin comportent environ 950 écus peints ou dessinés. Elles ont été réunies sous une reliure en maroquin rouge portant les nom, titres et armes d'Hector Le Breton, dans un ordre sans rapport avec la date de réalisation des différents éléments qui constituent l'armorial :
- armoiries imaginaires des fils légitimes et illégitimes de Priam, dans l'ordre dans lequel ils sont cités par Le Roman de Troie de Benoît de Sainte-Maure (fin du XIIIe-début du XIVe),
- armes des souverains d'Europe (dont Calixte III et le Roi René), des Preux et de divers grands seigneurs, surtout français (milieu du XVe),
- 580 écus, dont 230 anonymes, classés par grands ensembles territoriaux (vers 1292, avec quelques repeints du XVe),
- 144 écus de membres de la petite noblesse et de la bourgeoisie (entre 1415 et 1470),
- pages blanches et pages comportant une quinzaine d'écus dessinés (vers 1525-1530),
- armes d'Hector de Flavy et de ses ascendants (milieu du XVe).